# IC 1413-1
IC 1413-1 — галактика типу S/P (спіральна галактика) у сузір'ї Водолій.
Цей об'єкт міститься в оригінальній редакції індексного каталогу.